# Eduard Russenberger
Eduard Russenberger (* 31. Mai 1834 in Schleitheim; † 17. August 1909 in Zürich) war ein Schweizer liberal-konservativer Politiker.
Russenbergers Eltern waren der Tierarzt und spätere Finanzbeamte Heinrich Russenberger (1805–1901) und Catharina Russenberger, geborene Güntert (1804–1836), die aus Büsingen am Hochrhein stammte. Er hatte zwei ältere Schwestern. Nach dem Tod seiner Mutter heiratete der Vater Anna Maria von Ow, mit der er drei weitere Söhne hatte. Russenberger absolvierte das Gymnasium in Schaffhausen, jedoch ohne Matura. 1852 arbeitete er in einem Institut in Vevey und machte ein Advokaturpraktikum in Freiburg. Sein Rechtsstudium absolvierte er 1858 in Heidelberg und Zürich.
Von 1865 bis 1878 sass er im Grossstadtrat von Schaffhausen. Ab 1864 bis 1878 war er im Kantonsrat, von 1868 bis 1869 und 1873 bis 1874 dessen Präsident. Auch ab 1864, jedoch nur bis 1866, war er Adjunkt des Staatsanwalts, und von 1876 bis 1878 war er Bezirksgerichtspräsident in Schaffhausen. Ab 1873 war er liberal-konservativer Ständerat, 1878 trat er zurück. 1876 war er Liquidator der Bern-Luzern-Bahn und 1878 der Nationalbahn. Von 1878 bis 1894 war er Direktor der Nordostbahn, 1890 bis 1894 deren Vizepräsident. Auf Druck des putschartig zum Verwaltungsratspräsidenten der Nordostbahn aufgestiegenen Grossaktionärs Adolf Guyer-Zeller mussten Russenberger und weitere Verwaltungsrats- und Direktionsmitglieder gehen. Es kam zu Entlassungen, worauf die Arbeiter im März 1897 einen erfolgreichen Streik begannen.
Russenberger wurde von seinem Studienfreund dem Bundesrat Josef Zemp als Berater und Organisator der Verstaatlichung der Eisenbahnen zugezogen. Er war 1869 bis 1874 im Verwaltungsrat der Ersparniskasse Schaffhausen und von 1902 bis 1909 der SBB. Zudem war er auch Verwaltungsrat der Zugerbergbahn und mehrerer Industrieunternehmen. Nachdem er 1908 in Zürich bei einem Raubüberfall bewusstlos wurde, verschlechterte sich seine Gesundheit und er starb im Folgejahr.